# ودي المسنافة (بعدان)

تعديل مصدري - تعديل

ودي المسنافة محلة تابعة لقرية يبار، التابعة لعزلة العذارب بمديرية بعدان إحدى مديريات محافظة إب في الجمهورية اليمنية، بلغ تعداد سكانها 34 حسب تعداد اليمن لعام 2004.